# Octavio Guedes
Octavio Massa Bragnoli Guedes (Rio de Janeiro, 21 de novembro de 1966) é um escritor, jornalista e comentarista brasileiro. Ele já foi diretor de redação do jornal Extra e atualmente é comentarista político no canal de notícias pago GloboNews. Guedes recebeu dois Prêmios Esso de Jornalismo e o prêmio Awards of Excellence, da Society for News Design, todos por seu trabalho no jornal Extra. Guedes coescreveu, junto de seu colega Daniel Sousa, o livro Essa República Vale Uma Nota, lançado em 2019.

## Formação e carreira como jornalista
Nascido no Rio de Janeiro, Guedes é formado em jornalismo pela Universidade Federal Fluminense (UFF). Guedes já trabalhou no Jornal do Brasil, O Globo e O Dia. Em abril de 1998, Guedes participou da fundação do jornal Extra, onde trabalhou como editor executivo e diretor de redação.
Em 2013, assumiu como âncora na rádio CBN Rio, onde já trabalhava como comentarista e ficou na rádio até 2015.
Atualmente, Guedes é comentarista político do canal de notícias pago GloboNews (e ocasionalmente na TV Globo), onde faz participações nos telejornais GloboNews em Ponto, Jornal da GloboNews e Estúdio i. Frequentemente Guedes chama a atenção do público por seus debates e comentários que faz ao vivo.

### Prêmios
Em 2006, Guedes recebeu Prêmio Esso de Jornalismo, na categoria primeira página. A primeira página vencedora, do jornal Extra, trazia a manchete: "Eles são sem-terra, sem respeito, sem educação e sem vergonha". Foi publicada no dia 7 de junho de 2006 e intercalava as vírgulas do título com fotos sobre o quebra-quebra promovido por cerca de mil manifestantes integrantes do Movimento de Libertação dos Sem Terra no Congresso Nacional em Brasília.
Em 2007, recebeu outro Prêmio Esso de Jornalismo, também na categoria primeira página, com a mesma equipe do prêmio anterior. A capa vencedora tinha na manchete: "Autoridades já fizeram até piada com a crise aérea, e quem chora somos nós", além da foto da ministra rindo em cima e abaixo a de alguém chorando sobre um balcão de embarque.
Em 2010, recebeu o prêmio Awards of Excellence, da Society for News Design (SND – em português:  Sociedade para o Design de Notícias), na categoria Páginas/Design de notícias. A capa era uma homenagem a Michael Jackson, publicada logo após sua morte em 25 de junho de 2009, e tinha a manchete: "Michael Jackson: This is it, Finished!"
| Ano  | Prêmio                    | Categoria                  | Indicado por                                                                | Resultado |
| ---- | ------------------------- | -------------------------- | --------------------------------------------------------------------------- | --------- |
| 2006 | Prêmio Esso de Jornalismo | Primeira página            | Capa do Extra sobre manifestantes do Movimento de Libertação dos Sem Terra. | Vencedor  |
| 2007 | Prêmio Esso de Jornalismo | Primeira página            | Capa do Extra sobre acidente aéreo da TAM no aeroporto de Congonhas.        | Vencedor  |
| 2010 | Awards of Excellence      | Páginas/Design de notícias | Capa do Extra em homenagem a Michael Jackson.                               | Vencedor  |

## Escritor
Guedes coescreveu o livro Essa República Vale Uma Nota junto de Daniel Souza, economista e comentarista também no canal GloboNews. O livro conta, através de um personagem fictício, histórias reais da república brasileira, desde a época de Marechal Deodoro até os dias atuais. O livro foi lançado em 14 de novembro de 2019 pela editora Máquina de Livros.

## Polêmicas
Em janeiro de 2019, em entrevista ao SBT Brasil, o senador Flávio Bolsonaro (PSL), ao ser perguntado se iria se afastar do cargo por conta das investigações do caso Queiroz pelo Ministério Público, afirmou ser vítima de perseguição política e atacou a Rede Globo por conta de reportagens veiculadas sobre o caso. Bolsonaro mostrou fotos de Guedes sentado em um restaurante com José Eduardo Gussem, procurador-geral de Justiça do Ministério Público do Rio de Janeiro e com Cláucio Cardoso, promotor de justiça, e disse, sem provas, que eles estavam conversando sobre seu processo. Guedes comentou sobre o caso: "Ninguém vai transformar em crime o trabalho jornalístico de apurar. Ninguém vai me intimidar com milícia digital. Eu vou continuar apurando e vou continuar sempre ouvindo os dois lados, de preferência em ambientes públicos. Isso se chama jornalismo!"
No dia 15 de março de 2019, o PSL, partido de Bolsonaro, protocolou na Corregedoria Geral do Ministério Público do Estado representações contra Gussem e Cardoso, pela atuação dos dois na investigação de Bolsonaro. As fotos de Gussem e Cardozo com Guedes foram anexadas ao processo.
Em agosto de 2020, Guedes foi alvo de calúnias e fake news nas redes sociais e sites bolsonaristas, ao ter um comentário seu, tirado de contexto, compartilhado pelo senador Flávio Bolsonaro e seu irmão, o deputado Eduardo Bolsonaro. No dia 14 de agosto, ao analisar uma pesquisa Datafolha sobre a popularidade do presidente brasileiro Jair Bolsonaro, durante o telejornal GloboNews em Ponto, Guedes fez uma paráfrase de um bordão conhecido pelos norte-americanos: "é a economia, estúpido". Guedes trocou a palavra "economia" pela palavra "pobre", para indicar que a população de baixa renda seria responsável pela popularidade do presidente e disse: "Se eu tivesse que fazer uma manchete sobre isso, faria: é o pobre, estúpido". A frase foi citada nas redes sociais sem a vírgula, dando a entender que ele havia chamado pobres de estúpidos. O "estúpido" da frase dita por Guedes se refere ao interlocutor (quem ouve a fala), e não aos pobres. Guedes comentou sobre o caso: "Roubaram a vírgula, sequestraram a referência e extorquiram o contexto. O pobre virou estúpido."
Em dezembro de 2020, Guedes foi citado, junto com outros 76 jornalistas e influenciadores digitais, em um relatório produzido para o governo federal, que analisava postagens em redes sociais e feitas pelos citados. Intitulado "mapa de influenciadores", o relatório classificava os jornalistas e influenciadores como "detratores", "neutros informativos" e "favoráveis" e sugeria medidas para lidar com eles. No relatório, Guedes foi classificado como "detrator".